# Carl Runge
Carl David Tolmé Runge o Carl Runge (30 de agosto de 1856 - 3 de enero de 1927) fue un matemático, físico y espectroscopista alemán. Fue codesarrollador y co-epónimo del método de Runge-Kutta en el campo conocido actualmente como análisis numérico.

## Trayectoria
Carl Runge pasó sus primeros años en La Habana, donde su padre Julius Runge ejercía como cónsul danés. La familia se trasladó más adelante a Bremen, donde Julius murió prematuramente (en 1864).
En 1880 Carl recibió su doctorado en matemática en Berlín, donde había estudiado con Karl Weierstrass. En 1886 llegó a ser profesor en Hanóver. En 1904 fue a Gotinga, por iniciativa de Felix Klein donde permaneció hasta su retiro en 1925. Una hija suya se casó con el matemático Courant.
Sus intereses incluían la matemática, la espectroscopia, la geodesia y la astrofísica. Además de en matemática pura, realizó una gran cantidad de trabajo experimental estudiando las líneas espectrales de varios elementos, y estuvo muy interesado en la aplicación de su trabajo a la espectroscopia astronómica.

## Obras
- Ueber die Krümmung, Torsion und geodätische Krümmung der auf einer Fläche gezogenen Curven (TD, Friese, 1880)
- Analytische Geometrie der Ebene (B.G. Teubner, Leipzig, 1908)
- Graphical methods; a course of lectures delivered in Columbia university, New York, October, 1909, to January, 1910 (Columbia University Press, Nueva York, 1912)
- Carl Runge y Hermann König Vorlesungen über numerisches Rechnen (Springer, Heidelberg, 1924)
- Graphische Methoden (Teubner, 1928)

## Eponimia
Además de los conceptos matemáticos que llevan su nombre, se tiene que:
- El cráter lunar Runge lleva este nombre en su memoria.[1]